# Liste der Biografien/Muller, A
Liste der Biografien |
Portal Biografien |
A Personensuche
# |
A |
B |
C |
D |
E |
F |
G |
H |
I |
J |
K |
L |
M |
N |
O |
P |
Q |
R |
S |
T |
U |
V |
W |
X |
Y |
Z |
?
 
Ma |
Mb |
Mc |
Md |
Me |
Mf |
Mg |
Mh |
Mi |
Mj |
Mk |
Ml |
Mm |
Mn |
Mo |
Mp |
Mq |
Mr |
Ms |
Mt |
Mu |
Mv |
Mw |
Mx |
My |
Mz
 
Mua |
Mub |
Muc |
Mud |
Mue |
Muf |
Mug |
Muh |
Mui |
Muj |
Muk |
Mul |
Mum |
Mun |
Muo |
Mup |
Muq |
Mur |
Mus |
Mut |
Muu |
Muv |
Muw |
Mux |
Muy |
Muz
 
Mula |
Mulb |
Mulc |
Muld |
Mule |
Mulf |
Mulg |
Mulh |
Muli |
Mulj |
Mulk |
Mull |
Mulm |
Muln |
Mulo |
Mulr |
Muls |
Mult |
Mulu |
Mulv |
Mulw |
Muly |
Mulz
 
Mulla |
Mulle |
Mullg |
Mullh |
Mulli |
Mulln |
Mullo |
Mullr |
Mully
 
Mulled |
Mullej |
Mullem |
Mullen |
Muller |
Mulles |
Mulley
 
Muller, A |
Muller, B |
Muller, C |
Muller, D |
Muller, E |
Muller, F |
Muller, G |
Muller, H |
Muller, I |
Muller, J |
Muller, K |
Muller, L |
Muller, M |
Muller, N |
Muller, O |
Muller, P |
Muller, Q |
Muller, R |
Muller, S |
Muller, T |
Muller, U |
Muller, V |
Muller, W |
Muller, X |
Muller, Y |
Muller, Z |
Mullera |
Mullerb |
Mullerh |
Mullerl |
Mullerp |
Mullers |
Mullerw |
Mullery
Die Liste der Biografien führt alle Personen auf, die in der deutschsprachigen Wikipedia einen Artikel haben. Dieses ist eine Teilliste mit 189 Einträgen von Personen, deren Namen mit den Buchstaben „Muller, A“ beginnt.

## Muller, A

### Muller, Ac
- Müller, Achatz von (* 1943), deutscher Historiker
- Müller, Achilles (1877–1964), Schweizer Chirurg sowie Urologe
- Müller, Achim (1938–2024), deutscher Chemiker und HochschullehrerAchim Müller (1938–2024)

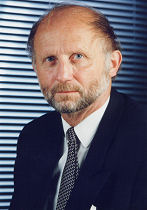
Achim Müller (1938–2024)

### Muller, Ad
- Müller, Adalbert (1802–1879), deutscher Schriftsteller und Landeskundler
- Müller, Adam (1814–1879), deutscher Landwirt und Politiker
- Müller, Adam (1863–1932), deutscher Volkssänger, Autor und Humorist
- Müller, Adam (1878–1953), deutscher Volkssänger und Humorist
- Müller, Adolf (1840–1913), Schweizer Politiker
- Müller, Adolf (1843–1895), deutscher Politiker und Bürgermeister
- Müller, Adolf (1853–1939), deutscher Ordensgeistlicher, Astronom, Mathematiker und Missionar
- Müller, Adolf (1855–1930), sächsischer Generalleutnant
- Müller, Adolf (1862–1945), deutscher Schauspieler
- Müller, Adolf (1863–1943), deutscher Journalist, Politiker und Diplomat
- Müller, Adolf (1864–1931), Bürgermeister, Mitglied des Provinziallandtages der Provinz Hessen-Nassau
- Müller, Adolf (1872–1951), deutscher Sattler und Politiker (SPD)
- Müller, Adolf (1876–1957), deutscher Geistlicher
- Müller, Adolf (1884–1945), deutscher Druckereiunternehmer und Verleger
- Müller, Adolf (1884–1940), österreichischer Politiker (SdP), Abgeordneter zum Nationalrat
- Müller, Adolf (1886–1974), deutscher Verwaltungsjurist, Ministerialbeamter und Politiker
- Müller, Adolf (1886–1964), deutscher Politiker (KPD)
- Müller, Adolf (1888–1976), deutscher Arachnologe und Entomologe
- Müller, Adolf (1914–2005), Schweizer Ringer
- Müller, Adolf (1916–2005), deutscher Gewerkschafter und Politiker (CDU), MdB
- Müller, Adolf (* 1935), deutscher Verwaltungsjurist und Kommunalpolitiker (CSU)
- Müller, Adolf Ernst Theodor (1813–1877), deutscher Jurist und Reichstagsabgeordneter
- Müller, Adolf junior (1839–1901), österreichischer Komponist
- Müller, Adolf M. Klaus (1931–1995), deutscher Physiker, Hochschullehrer und Fachbuchautor
- Müller, Adolf senior (1801–1886), österreichisch-ungarischer Schauspieler und Komponist
- Müller, Adolf Wilhelm (1888–1954), Abgeordneter des Kurhessischen Kommunallandtages sowie des Provinziallandtages der Provinz Hessen-Nassau
- Müller, Adolfo Simões (1909–1989), portugiesischer Schriftsteller, Journalist und Kulturfunktionär deutscher Abstammung
- Müller, Adolph (1852–1928), deutscher Unternehmer
- Muller, Adolphe (1936–2018), luxemburgischer Geologe
- Müller, Adriaan von (1928–2021), deutscher Prähistoriker
- Müller, Adrian (1573–1644), Kaufmann und Ratsherr der Hansestadt Lübeck

### Muller, Ae
- Müller, Aegidius (1830–1898), deutscher römisch-katholischer Pfarrer und Historiker
- Müller, Aemilius (1901–1989), Schweizer Farbwissenschaftler

### Muller, Ag
- Müller, Agnes (* 1977), Schweizer Squashspielerin

### Muller, Al
- Müller, Alban (1895–1960), Schweizer Politiker
- Müller, Albert (1844–1922), Schweizer Entomologe
- Müller, Albert (1847–1925), deutscher Bankier und Kommunalpolitiker
- Müller, Albert (1852–1927), Schweizer Maschinenbauingenieur
- Müller, Albert (1891–1951), deutscher Kommunist, Widerstandskämpfer gegen den Nationalsozialismus und Politiker
- Müller, Albert (1895–1945), deutscher Politiker (NSDAP), MdR
- Müller, Albert (1897–1926), Schweizer Künstler des ExpressionismusAlbert Müller (1897–1926)

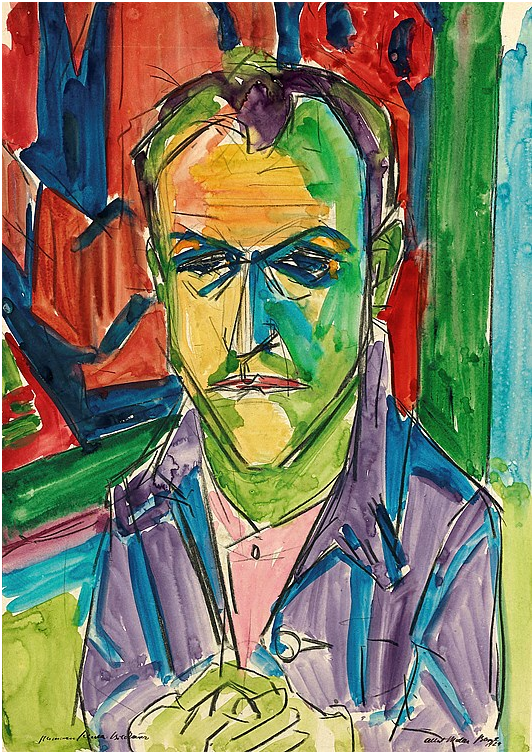
Albert Müller (1897–1926)

- Müller, Albert (1913–2005), deutscher Kapitän zur See der Bundesmarine
- Müller, Albert (1915–1991), deutscher Politiker (SPD), MdBB
- Müller, Albert (1941–2004), deutscher Bildhauer
- Müller, Albert (* 1947), deutscher Fußballspieler
- Müller, Albert Alois (1898–1976), Schweizer Bibliothekar
- Müller, Albin (1871–1941), deutscher Architekt, Pädagoge und Gestalter
- Müller, Albrecht (1819–1890), Schweizer Geologe und Mineraloge
- Müller, Albrecht (* 1938), deutscher Volkswirt, Publizist und Politiker (SPD)Albrecht Müller (* 1938)

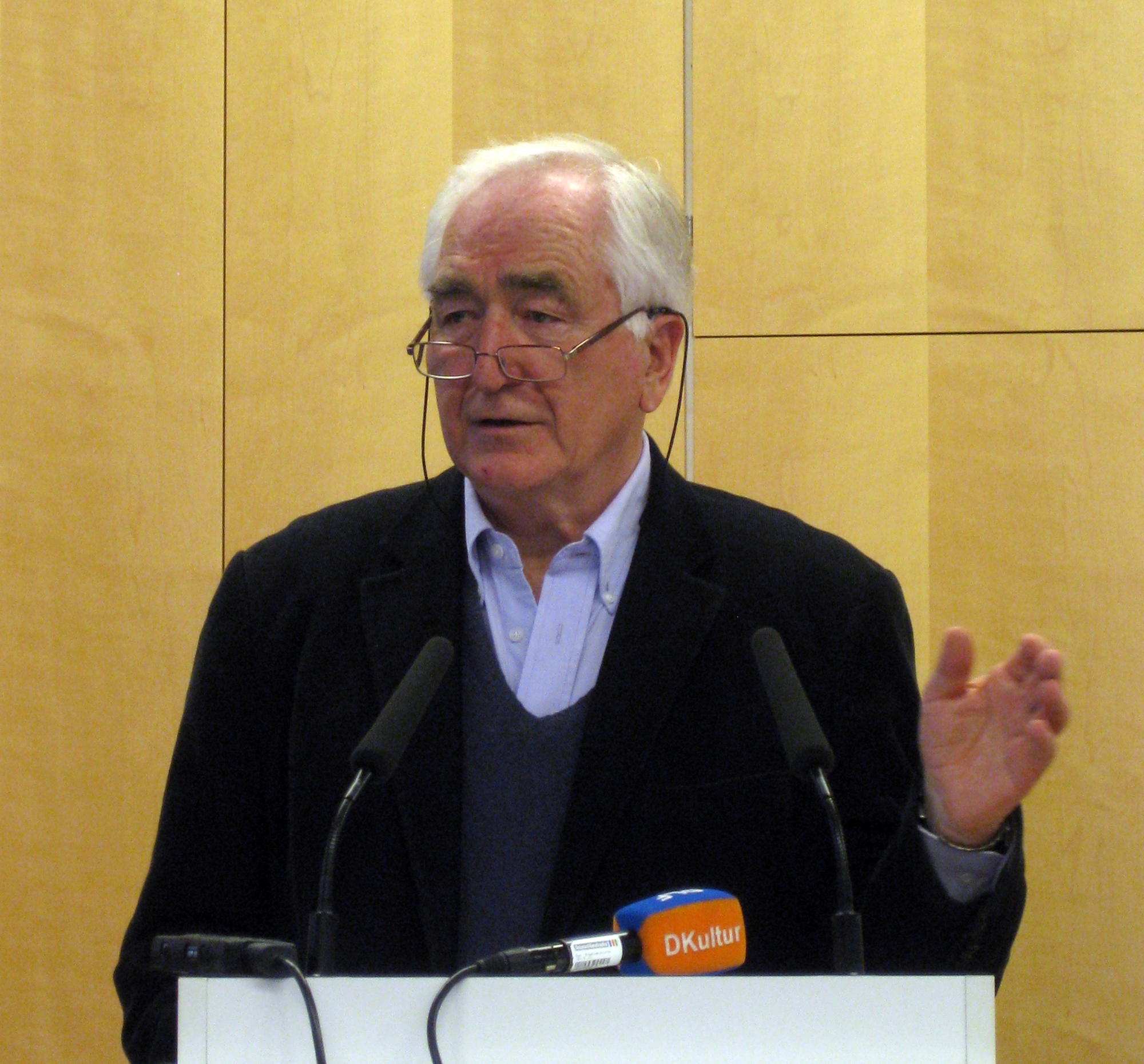
Albrecht Müller (* 1938)

- Müller, Albrecht (1939–2018), deutscher Fußballspieler
- Müller, Albrecht (1939–2018), deutscher Ruderer
- Müller, Albrecht von (* 1954), deutscher Philosoph und ehemaliger Unternehmer
- Müller, Alex (* 1969), deutsche bildende Künstlerin
- Müller, Alexander, österreichischer Skeletonpilot
- Müller, Alexander (1828–1910), deutscher Hof- und Ziegeleibesitzer und Parlamentarier
- Müller, Alexander (1871–1932), deutscher Apotheker
- Müller, Alexander (1885–1959), deutscher Politiker (SPD), OB von Kaiserslautern
- Müller, Alexander (* 1955), deutscher Soziologe und Politiker (Bündnis 90/Die Grünen), MdL
- Müller, Alexander (* 1969), deutscher Politiker (FDP), MdB
- Müller, Alexander (* 1973), deutscher Schauspieler
- Müller, Alexander (* 1977), deutscher Skispringer
- Müller, Alexander (* 1979), deutscher Rennfahrer
- Müller, Alexandre (* 1997), französischer TennisspielerAlexandre Müller (* 1997)

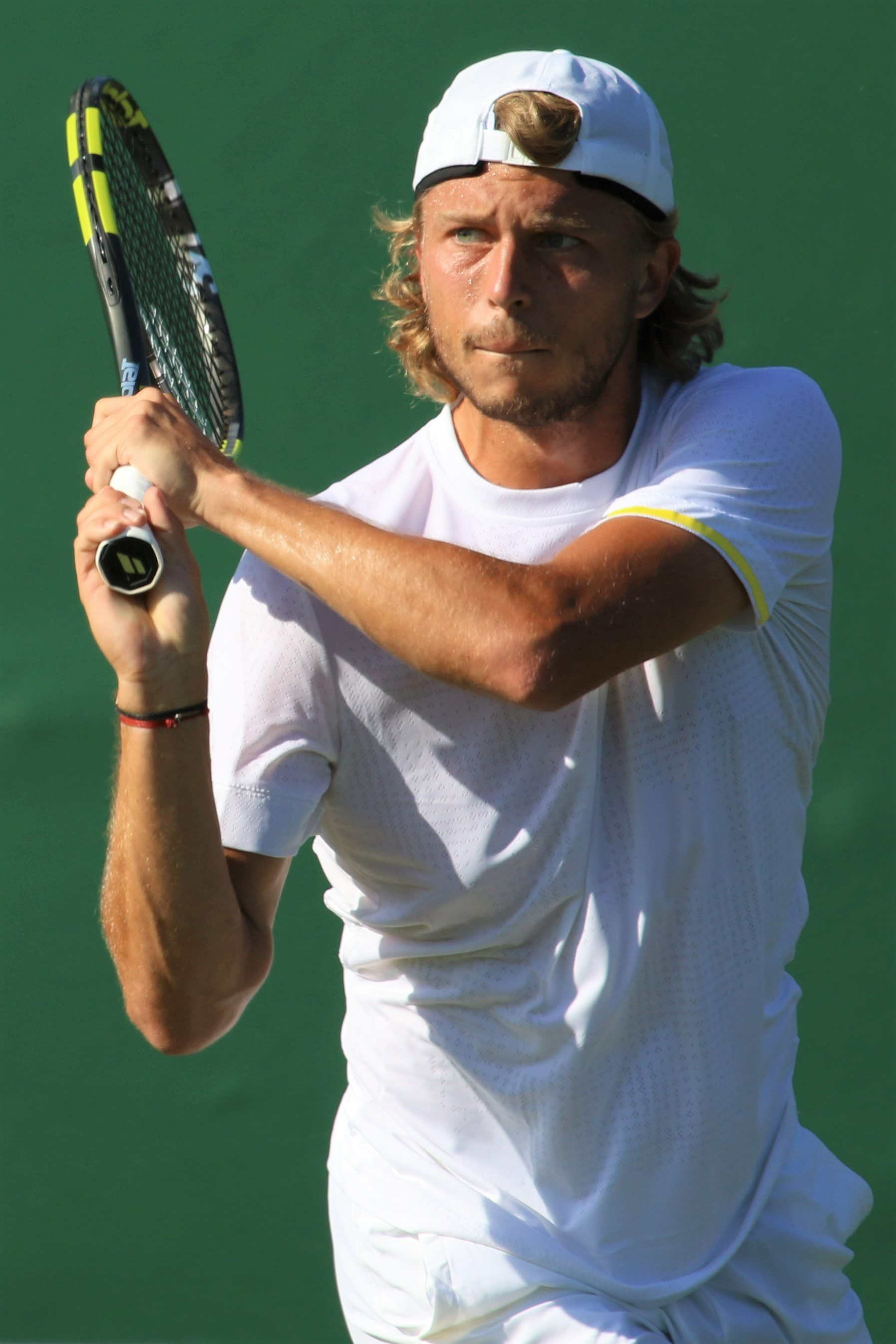
Alexandre Müller (* 1997)

- Müller, Alfons (1931–2003), deutscher Politiker (CDU), MdB
- Müller, Alfred (1854–1935), deutscher Volkskundler
- Müller, Alfred (1860–1929), sudetendeutscher Rechtsanwalt, Turner und Turnfunktionär
- Müller, Alfred (1866–1925), deutscher Generalleutnant der Reichswehr
- Müller, Alfred (1874–1955), deutscher Forstwissenschaftler sowie Hochschullehrer
- Müller, Alfred (* 1906), deutscher Turner
- Müller, Alfred (1915–1997), deutscher Brigadegeneral
- Müller, Alfred (1926–2010), deutscher Theater- und Filmschauspieler
- Müller, Alfred (* 1955), deutscher Politiker (SPD), MdL
- Müller, Alfred (* 1960), deutscher Maler und Bildhauer
- Müller, Alfred Dedo (1890–1972), deutscher Theologe
- Müller, Alfred von (* 1869), deutscher Militärschriftsteller
- Müller, Alina (* 1998), Schweizer EishockeyspielerinAlina Müller (* 1998)

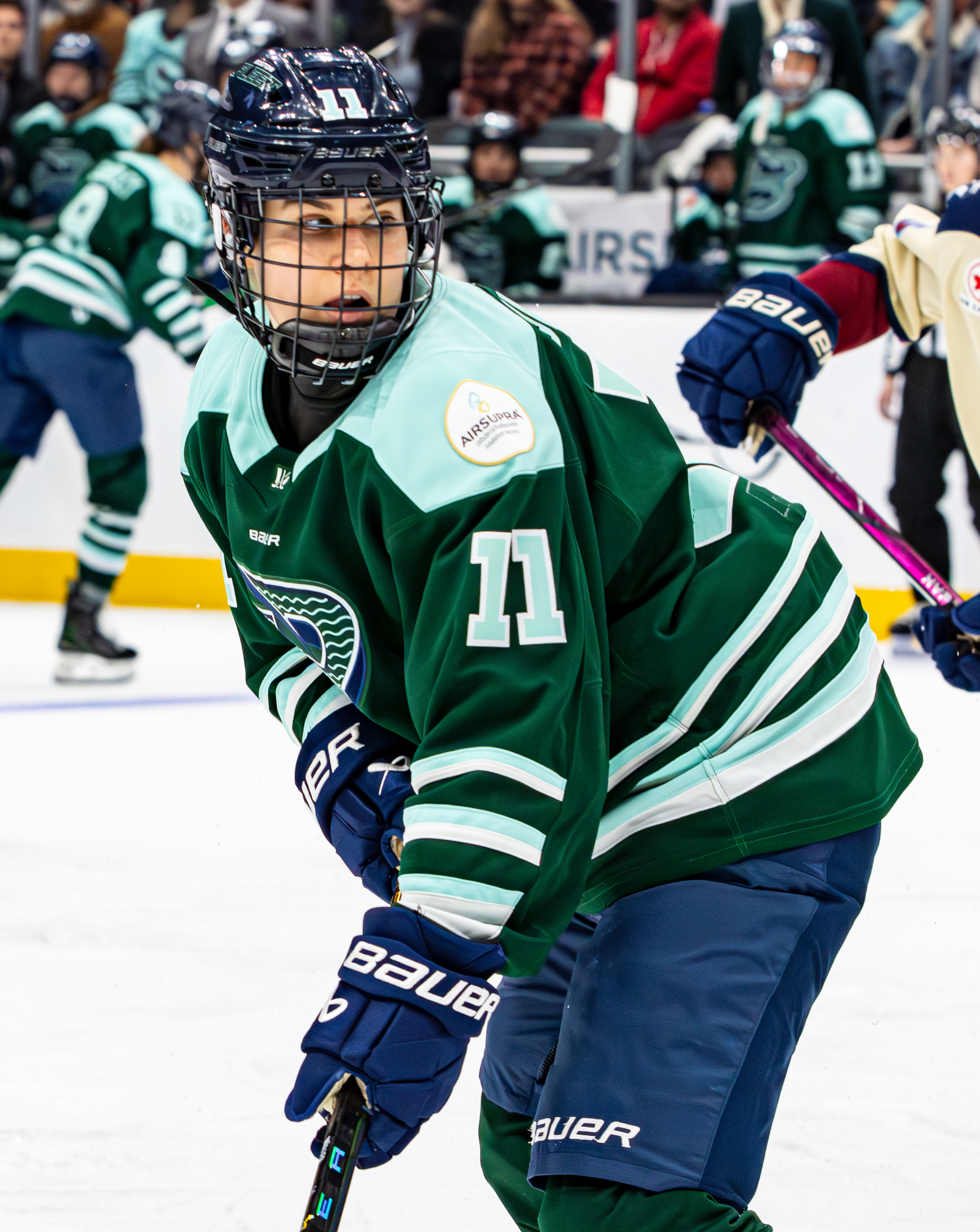
Alina Müller (* 1998)

- Müller, Alois (1835–1901), Hebraist und Direktor der Universitätsbibliothek Graz
- Müller, Alois (1878–1945), österreichischer Politiker (SDAP), Burgenländischer Landtagsabgeordneter und Bundesrat
- Müller, Alois (1890–1969), österreichischer Fußballspieler
- Müller, Alois (1891–1973), Schweizer Politiker (KVP/CVP)
- Müller, Alois (1924–1991), Schweizer katholischer Theologe
- Müller, Aloys (1879–1952), deutscher katholischer Theologe und Hochschullehrer
- Müller, Aloys (1892–1979), Schweizer Physiologe
- Müller, Alphons Victor (1867–1930), christlicher Geistlicher, Journalist und Historiker

### Muller, Am
- Müller, Amei-Angelika (1930–2007), deutsche Autorin

### Muller, An
- Müller, André (1946–2011), österreichischer Journalist
- Müller, André sen. (1925–2021), deutscher Schriftsteller
- Müller, Andrea, deutsche Fernsehmoderatorin und Fernsehjournalistin
- Müller, Andrea (* 1974), deutsche Stabhochspringerin
- Müller, Andreas (1630–1694), Propst in Berlin, einer der frühesten Kenner des Chinesischen und Experte orientalischer Sprachen
- Müller, Andreas (1811–1890), deutscher Kirchen- und Historienmaler
- Müller, Andreas (1831–1901), deutscher Freskant, Historienmaler und Illustrator
- Müller, Andreas (1864–1931), deutscher Politiker (SPD), MdL
- Müller, Andreas (1900–1943), deutscher römisch-katholischer Geistlicher, Steyler Missionar und Märtyrer
- Müller, Andreas (1931–2020), deutscher Ordensgeistlicher und Gründer der Missionszentrale der Franziskaner
- Müller, Andreas (* 1934), Schweizer Politiker des Landesrings der Unabhängigen (LdU)
- Müller, Andreas (* 1952), deutscher Synchronsprecher
- Müller, Andreas (* 1955), deutscher Wahlbeamter und kommissarischer Oberbürgermeister der Stadt Leipzig
- Müller, Andreas (* 1958), deutscher Fußballspieler
- Müller, Andreas (* 1961), deutscher Jugendrichter
- Müller, Andreas (* 1962), deutscher Journalist
- Müller, Andreas (* 1962), deutscher Fußballspieler und -funktionär
- Müller, Andreas (* 1964), deutscher Hörfunkmoderator, Autor und Musikkritiker
- Müller, Andreas (* 1966), deutscher KomikerAndreas Müller (* 1966)

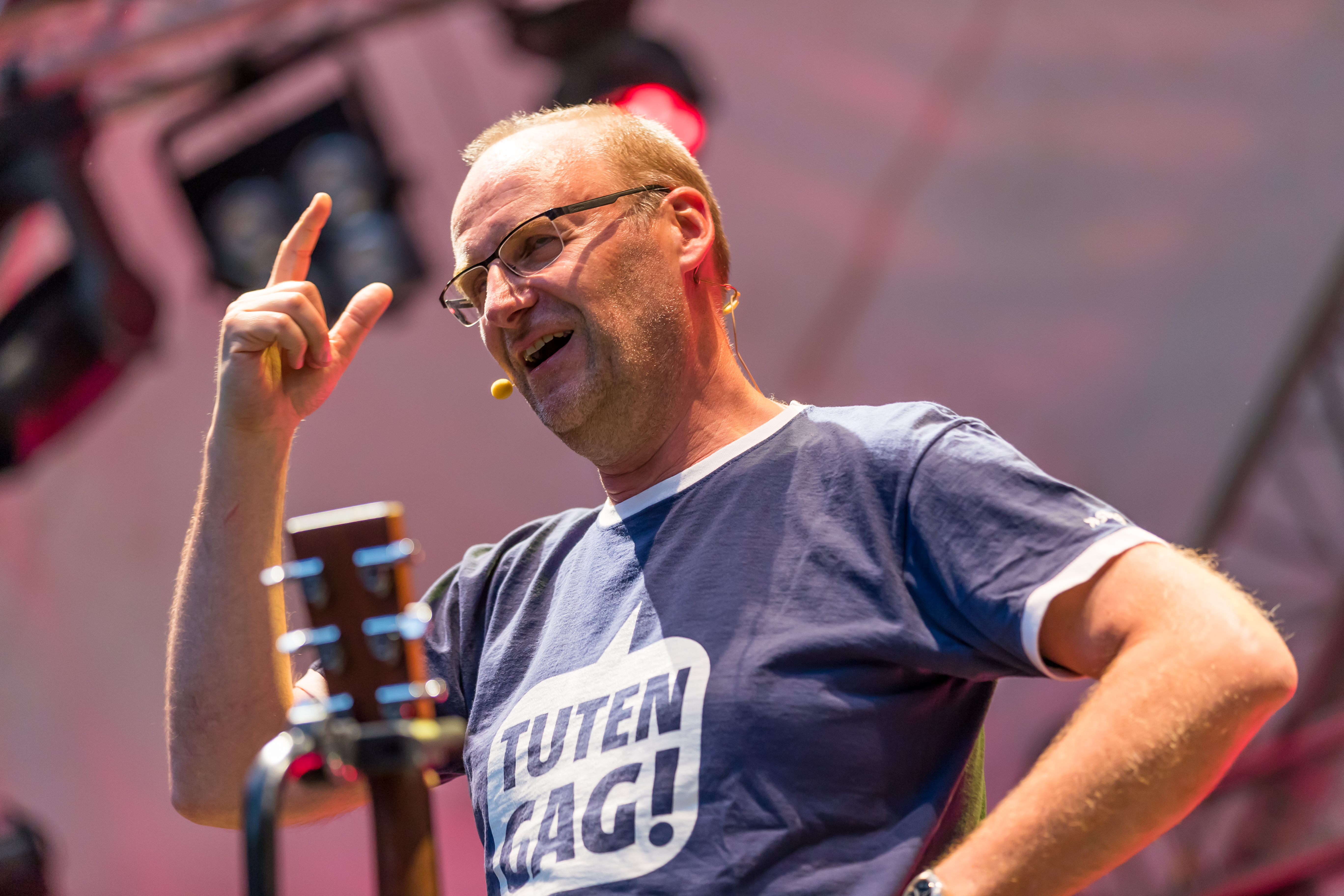
Andreas Müller (* 1966)

- Müller, Andreas (* 1966), deutscher evangelischer Theologe und Kirchenhistoriker
- Müller, Andreas (* 1968), deutscher Informatiker, Manager und Hochschullehrer
- Müller, Andreas (* 1971), deutscher Fußballspieler
- Müller, Andreas (* 1973), deutscher Astrophysiker, Astronom und Sachbuchautor
- Müller, Andreas (* 1976), deutscher Kornkreisforscher, Autor und Publizist
- Müller, Andreas (* 1979), deutscher Radsportfunktionär und deutsch-österreichischer Radrennfahrer
- Müller, Andreas (* 1983), deutscher Politiker (SPD), Landrat des Kreises Siegen-Wittgenstein
- Müller, Andreas (* 2000), deutscher Fußballspieler
- Müller, Andreas Daniel (* 1984), Schweizer Schauspieler
- Müller, Andreas E. (* 1966), deutscher Byzantinist
- Müller, Andreas Th. (* 1977), österreichischer Jurist
- Müller, Andreas Uwe (* 1958), deutscher katholischer Theologe
- Müller, Angela (* 1959), deutsche Politikerin (SPD), MdL
- Müller, Anja (* 1973), deutsche Politikerin (Die Linke), MdL
- Müller, Ann-Katrin (* 1987), deutsche JournalistinAnn-Katrin Müller (* 1987)

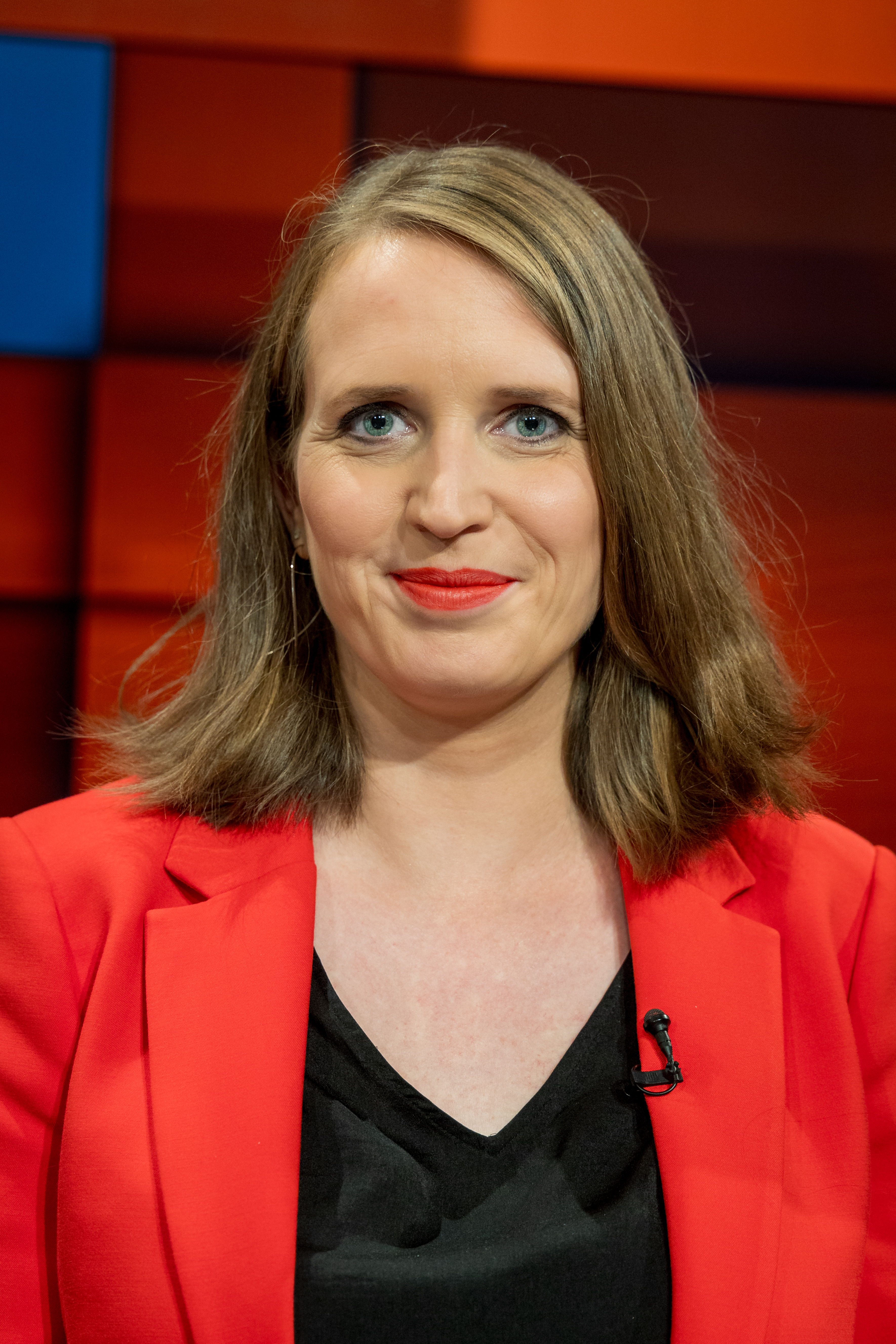
Ann-Katrin Müller (* 1987)

- Müller, Anna († 1661), Bergarbeiterfrau und vermeintliche Hexe
- Müller, Anna (1875–1954), deutsche Politikerin (SPD)
- Müller, Anna (1880–1968), österreichische Gärtnereibesitzerin
- Müller, Anna-Katharina (* 1980), deutsch-schweizerische Schauspielerin und Performerin
- Müller, Anna-Maria (1949–2009), deutsche Rennrodlerin
- Müller, Annalena (* 1983), deutsche Historikerin, Journalistin und Kirchenexpertin
- Müller, Anne (* 1963), deutsche Schriftstellerin und Drehbuchautorin
- Müller, Anne (* 1982), deutsche SchauspielerinAnne Müller (* 1982)

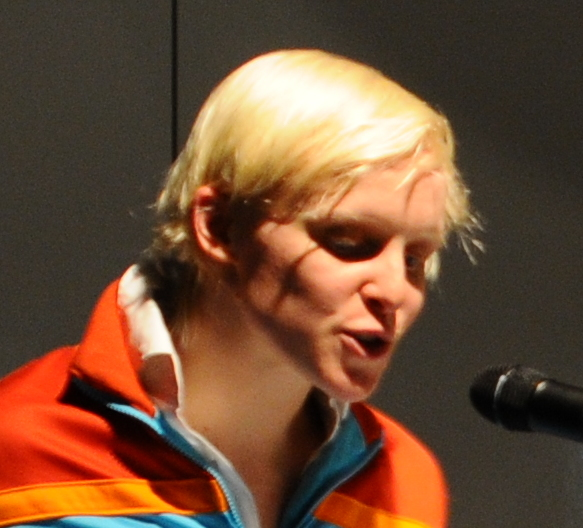
Anne Müller (* 1982)

- Müller, Anne (* 1983), deutsche Handballspielerin
- Müller, Anne Luise (* 1951), deutsche Architektin
- Müller, Anne Marie (* 1980), norwegische Skirennläuferin
- Müller, Anneliese (1911–2011), deutsche Opernsängerin (Alt, Mezzosopran)
- Müller, Annett (* 1968), deutsche rechtsextreme Liedermacherin
- Müller, Anselmo (1932–2011), brasilianischer Ordensgeistlicher, römisch-katholischer Bischof von Januária
- Müller, Ansgar (* 1936), deutscher Geologe
- Müller, Ansgar (* 1958), deutscher Politiker (SPD), Landrat des Kreises Wesel
- Müller, Anton, österreichischer Fabrikant und Politiker, Landtagsabgeordneter
- Müller, Anton (1792–1843), österreichischer Schriftsteller, Professor für Ästhetik und Altphilologe
- Müller, Anton (1799–1860), deutscher Mathematiker, Bibliothekar und Hochschullehrer
- Müller, Anton († 1865), österreichischer Orgelbauer
- Müller, Anton (1848–1932), österreichischer Architekt
- Müller, Anton (1853–1897), österreichischer Genre-, Bildnis- und Stilllebenmaler
- Müller, Anton (1870–1939), Tiroler Schriftsteller
- Müller, Anton (1888–1943), deutscher Politiker (KPD), MdL und Widerstandskämpfer gegen den Nationalsozialismus
- Müller, Anton (* 1983), deutscher Fußballspieler

### Muller, Ar
- Müller, Archibald Herman (1878–1960), deutsch-indischer Maler
- Müller, Ariane (* 1980), deutsche Pianistin, Bandleaderin und LiedermacherinAriane Müller (* 1980)

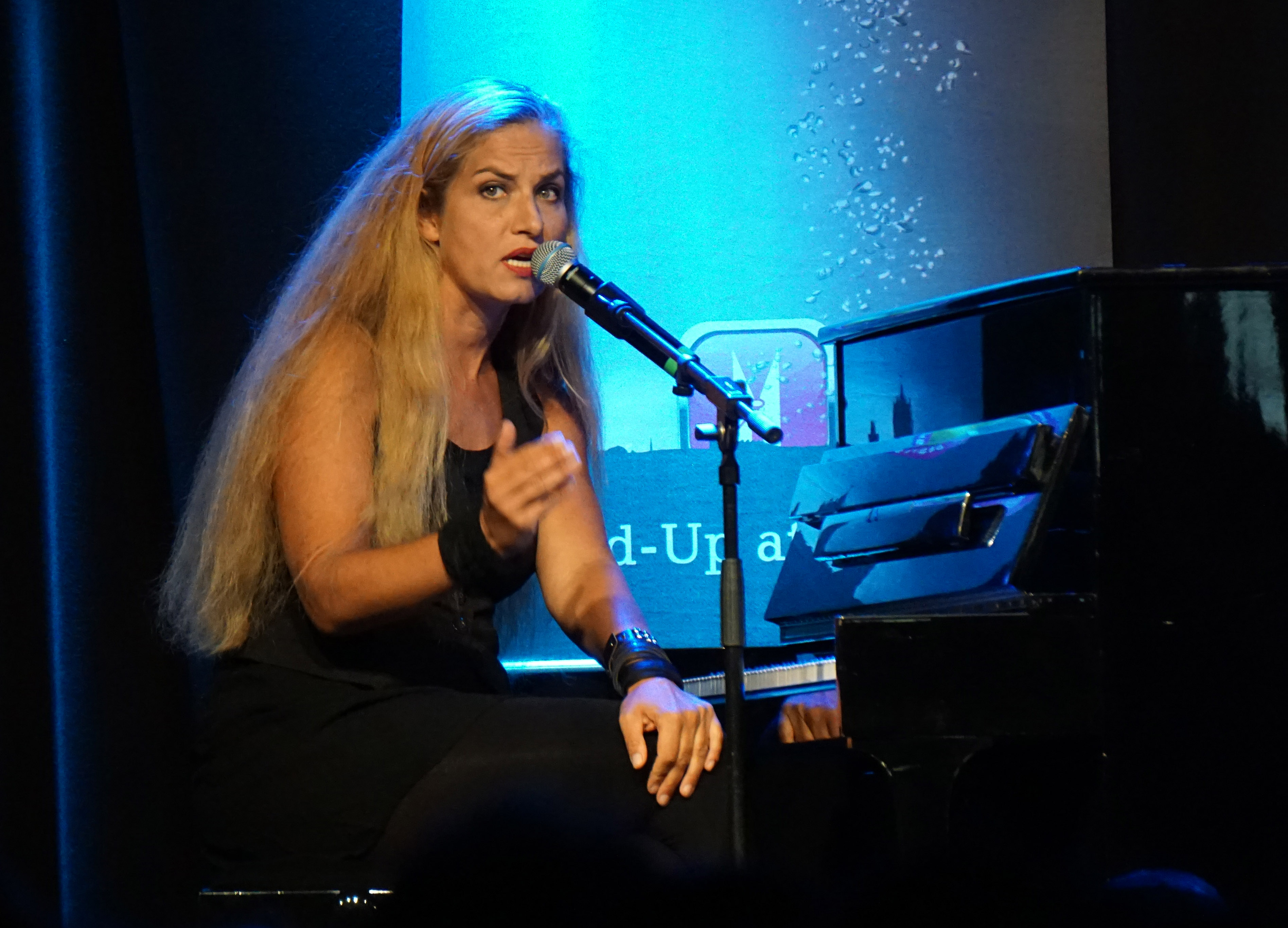
Ariane Müller (* 1980)

- Müller, Armand-Léon (1901–1973), französischer Kanoniker und Romanist
- Müller, Armin (1855–1944), Schweizer Berufsoffizier
- Müller, Armin (1928–2005), deutscher Schriftsteller und Maler
- Müller, Armin (* 1966), deutscher Verkehrsplaner, Oberbürgermeister der Stadt Naumburg (Saale)
- Müller, Arndt (* 1942), deutscher Rechtsanwalt
- Müller, Arno (1897–1983), deutscher Chemiker und Parfümeur
- Müller, Arno (1899–1984), deutscher Hochschullehrer
- Müller, Arno Hermann (1916–2004), deutscher Paläontologe und Geologe
- Müller, Arnold (1856–1928), Schweizer Oberförster und Forstpionier
- Müller, Arnold (1924–2006), Schweizer Tierarzt, Politiker (Grüne) und Nationalrat
- Müller, Arnold (1949–2024), deutscher Geologe und Paläontologe
- Müller, Arthur (1828–1873), deutscher Lyriker und Bühnendichter
- Müller, Arthur (1863–1926), deutscher Frauenarzt und Helminthologe
- Müller, Arthur (1871–1935), deutscher Unternehmer und Erfinder
- Müller, Arthur (1904–1983), deutscher Motorradrennfahrer
- Müller, Artur (1909–1987), deutscher Schriftsteller und Dramaturg

### Muller, As
- Müller, Astrid (* 1961), deutsche Erziehungswissenschaftlerin

### Muller, Au
- Müller, August (1757–1837), deutscher Jurist, Rentereibeamter und Politiker
- Müller, August (1808–1867), deutscher Kontrabassspieler
- Müller, August (1836–1885), deutscher Genremaler
- Müller, August (1848–1892), deutscher Orientalist
- Müller, August (1853–1913), deutscher Naturalienhändler, Entomologe und Ornithologe
- Müller, August (1864–1949), deutscher Mediziner und einer der Erfinder der Kontaktlinse
- Müller, August (1867–1922), Geheimer Marinebaurat
- Müller, August (* 1872), deutscher Orgelbauer
- Müller, August (1873–1946), deutscher Nationalökonom, Publizist und Politiker (SPD, DDP)
- Müller, August (1895–1960), deutscher Politiker (Zentrum, CDU), MdL
- Müller, August (1905–1997), deutscher Politiker (NSDAP, FDP), Bürgermeister von Königswinter
- Müller, August Eberhard (1767–1817), deutscher Komponist, Virtuose und Thomaskantor
- Müller, August Friedrich (1684–1761), deutscher Rechtswissenschaftler, Logiker und Hochschullehrer
- Müller, August junior (1711–1789), deutscher evangelischer Theologe
- Müller, August Nikolaus (1856–1926), deutscher Verwaltungsjurist, Oberbürgermeister in Eisenach und Kassel
- Müller, August senior (1679–1749), deutscher evangelischer Theologe
- Müller, August Theodor (1818–1902), königlich preußischer Generalmajor und zuletzt Kommandeur des Feld-Artillerieregiment Nr. 26
- Müller, Auguste (1847–1930), deutsche Schnitzerin
- Müller, Auguste von (1848–1912), deutsche Opernsängerin
- Müller, Augustin († 1821), Abt der Abtei Rommersdorf
- Muller, Aurélie (* 1990), französische Langstreckenschwimmerin

### Muller, Ax
- Müller, Axel (* 1947), deutscher Chemiker
- Müller, Axel (* 1963), deutscher Politiker (CDU) und Jurist, MdBAxel Müller (* 1963)

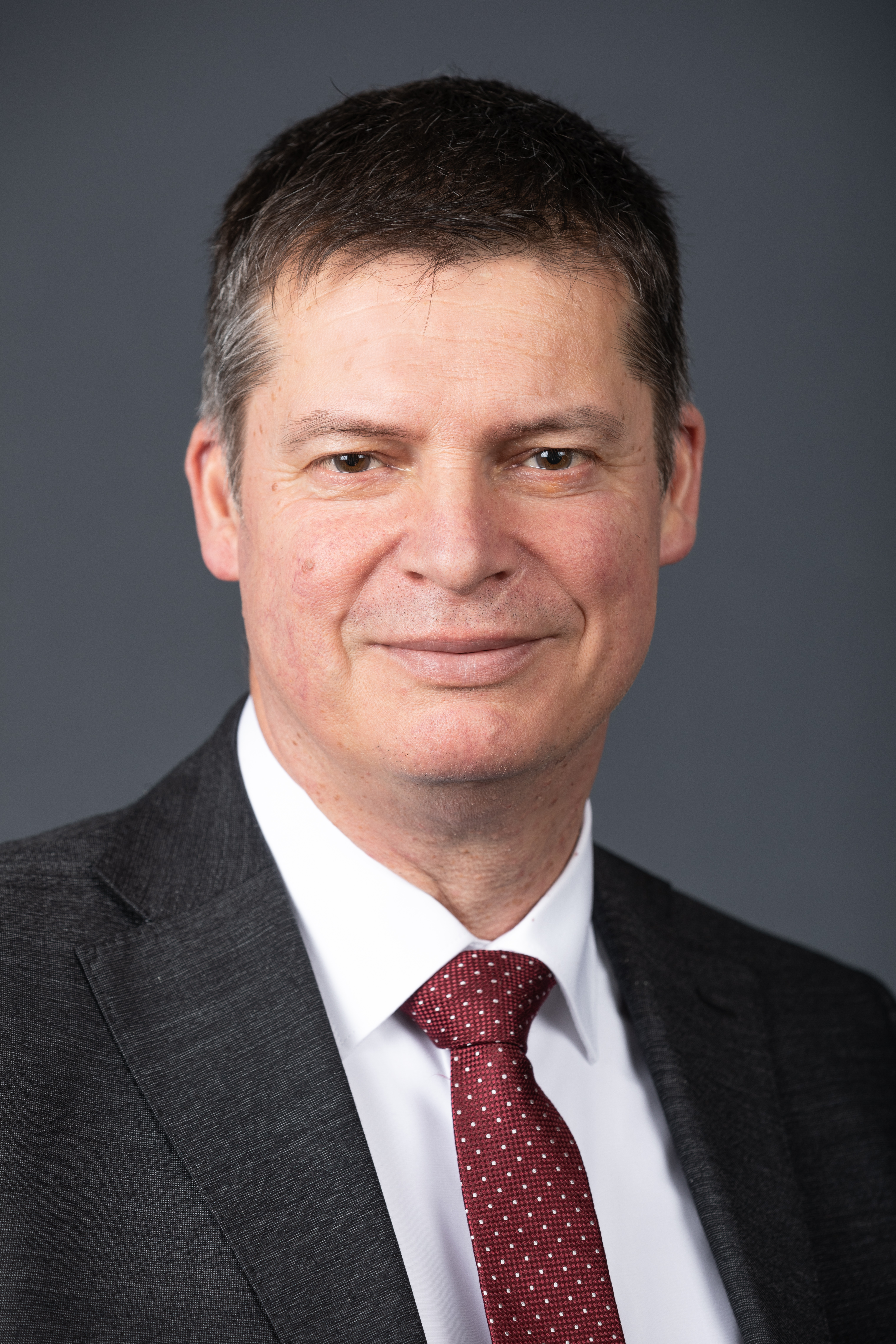
Axel Müller (* 1963)